# タリーライト

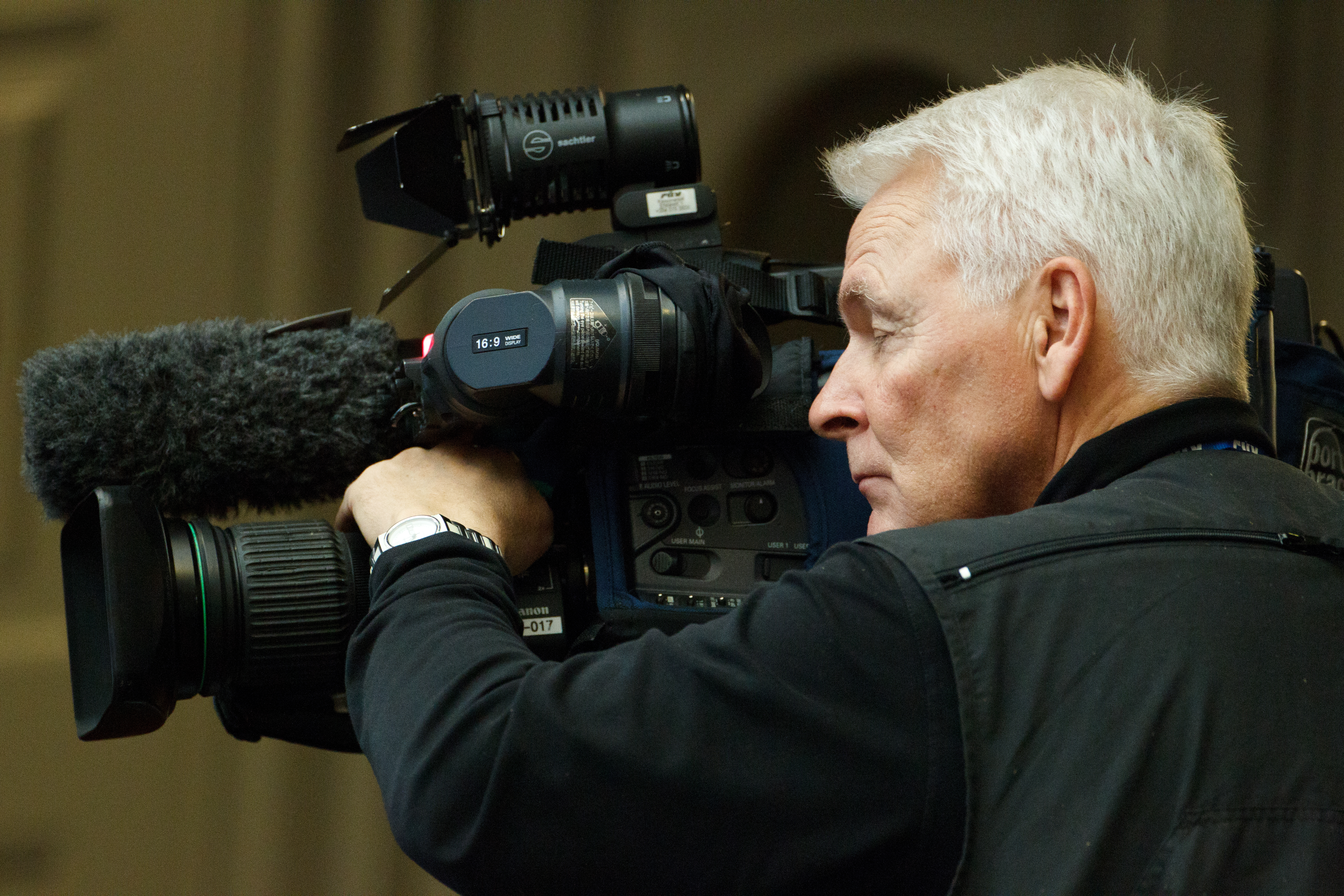
被写体に向け、赤いタリーライトが点灯している様子

タリーライト（英語: Tally light、タリーランプ、オンエアランプ、キューライトとも）とは、テレビカメラやモニタ等に取り付けられた赤・緑の表示灯のこと。取付位置はカメラの前と後ろ、もしくは上部となる。スタジオにおける番組収録などには、複数台のカメラが用いられるが、これが赤く点灯すると、その機器がスイッチャーにおいて選択され、放送や収録用に使われていることを示す。出演者やカメラマン・フロアディレクターなどのスタッフは、プレビューモニターと合わせ、このライトでどのカメラが動作中なのかを確認することができ、不用意な画角の変更などを防ぐことが出来る。スイッチャーからカメラへ送るタリーライト用の信号は、タリー信号と呼ばれ、D-sub15ピンや、近年では無線が使われている。